# Анриг, Даниэль Рудольф
Даниэль Рудольф Анриг (нем. Daniel Rudolf Anrig; род. 10 июля 1972 года, Валенштадт, Швейцария) — 34-й командир Папской Швейцарской гвардии с 19 августа 2008 года до 31 января 2015 года. Имеет чин полковника гвардии.

## Биография
Даниэль Рудольф Анриг родился 10 июля 1972 года в Валенштадте, кантон Санкт-Галлен.
Женат, имеет четверых детей.
Алебардщик Швейцарской гвардии в 1992—1994 годах.
Вернувшись на родину, получил диплом по гражданскому и церковному праву в университете Фрибура (1999 год), являлся ассистентом на кафедре гражданского права того же университета (1999—2001 годы).
Глава криминальной полиции кантона Гларус в 2002—2006 годах.
В 2006 году, получив звание капитана швейцарской армии, становится генеральным комендантом полиции кантона Гларус.
19 августа 2008 году назначен 34-м командиром Швейцарской гвардии. Он сменил Эльмара Медера, который служил командиром швейцарской гвардии с 2002 года.
Анриг говорил, что он открыт к возможности службы женщин в гвардии, на то, что его предшественники всегда отвергали.
3 декабря 2014 года папа Франциск решил не продлевать командование Анрига, и срок его полномочий истёк 31 января 2015 года.